# UC-11号潜艇
陛下之UC-11号艇是德意志帝国海军于第一次世界大战期间建造的其中一艘UC-I型近岸布雷潜艇或称U艇。它由不来梅的威悉船厂承建，于1915年4月11日新船下水，至当月23日交付使用。其全长33.99米，水面及水下排水量分别为168吨和182吨，艇载武器则包括六具水雷投放井以及一门8毫米口径机枪。UC-11号入役后曾被部署至驻泽布吕赫的佛兰德区舰队和驻基尔的训练区舰队，并参与了大西洋潜艇战。通过其八十三次布雷巡逻，共间接致沉27艘协约国或中立国的舰船，累计总吨位达33708吨。1916年8月21日，UC-11号在哈维奇附近的北海触雷沉没，艇内18名官兵阵亡，仅1人生还。

## 设计
第一次世界大战爆发后，为配合欧洲大陆的战事，德意志帝国海军鱼雷监察局（Inspektion des Torpedowesens）于1914年9月向潜艇监察局（Inspektion des U-Bootwesens）提议，研制小型布雷潜艇用于在法国近岸水域实施水雷封锁。潜艇局随即完成了代号为“35a号工程”的设计方案，即UC-I型潜艇。有别于同时代的大多数潜艇类别，该型潜艇基本上采用单壳体；这意味着艇体全由耐压壳体构成，当中集成了用于下潜的潜水舱。这种结构类型是衍生自19世纪后期德国的第一艘实验性U艇，在当时实际上已显过时。
UC-11号是首批15艘UC-I型方案的其中一艘。这个亚型是基于同时开发的近岸作业潜艇UB-I型发展而来，但体积略大，全长为33.99米，并有3.06米的吃水深度；舷宽则同样限定在3.15米，以满足铁路运输所要求的装载限界。其水上和水下排水量分别为168吨和182吨。艇只搭载有一台功率为80匹公制馬力（59千瓦特）的奔驰制六缸四冲程柴油发动机用于水面运行，以及一台175匹公制馬力（129千瓦特）的西门子-舒克特电动发电机供水下运行；它们用以驱动一根单轴直径为1.08米长的三叶螺旋桨。该艇的潜航深度为50米。
UC-11号在水上的最高速度为6.49節（12.02每小時），在水下的最高航速则为5.67節（10.50每小時）。它可以5節（9.3每小時）的速度在水上巡航910海里（1,690），或以4節（7.4每小時）的速度在水下巡航50海里（93）。作为专用的布雷潜艇，该艇取消了鱼雷发射管，改为六具倾斜式水雷存储井，并可携带12枚UC120型水雷。布雷时只需将存储井底部的盖板打开，水雷便可凭借自身重量滑入水中。此外，在甲板上还配备有一挺8毫米口径机枪作为辅助武器。其标准船员编制为1名军官及13名水兵。

## 历史
UC-11号是由国家海军办公室作为C项战时订单（Kriegsauftrag C）的一部分，于1914年11月23日向不来梅的威悉船厂订购，建造编号为225。艇只于1915年1月26日动工、同年4月11日下水，至当月23日在首度担任艇长的海军中尉瓦尔特·戈特弗里德·施密特的指挥下正式交付使用，成为第一艘入役的UC级潜艇。在施密特之后，还有九人曾担任UC-11号艇长，其中包括王牌艇长、功勋勋章获得者赖因霍尔德·扎尔茨韦德尔（1916年8月12日－20日）。入役后，UC-11号先是于7月21日前往基尔，并进行了广泛的发动机维修；继而于10月18日至11月25日展开训练巡航。与同型的大多数姊妹艇一样，UC-11号在完成海试后便于5月17日通过铁路被运往泽布吕赫，至当月26日抵达后即加入驻当地的佛兰德区舰队，成为海军佛兰德集团军的一份子。此外，从1915年10月17日至1916年8月11日间，该艇也曾在驻基尔的训练区舰队担任训练艇。
在为三年多的服役生涯中，UC-11号参与了大西洋潜艇战，在布鲁日至加来之间的海域共完成83次布雷巡逻，足迹遍及英吉利海峡、多佛尔海峡、加来海峡、古德温沙洲和北海的霍夫登等地。在此期间，共有协约国或中立国的17艘商船、2艘军舰和8艘辅助军舰因撞上该艇布设的水雷而沉没，累计总吨位达33708吨。其中在1915年5月31日，UC-11号成为人类海战史上第一艘布设水雷的潜艇：午夜前不久，它在古德温沙洲以南布设了12枚水雷，并于翌日导致英国部族级驱逐舰莫霍克号严重受损。被UC-11号击沉的军舰则包括两艘英国皇家海军的鱼雷艇TB-10和TB-12号。它们均是于1915年6月10日的同一天在同一片海域——即英格兰东岸的桑克灯船（Sunk Lightvessel）至希普沃什南航标（Shipwash South Buoy）之间相继触雷沉没，造成两艇合共45名官兵阵亡。
1918年6月24日，UC-11号从奥斯坦德启航，前往希普沃什执行第83次巡逻。6月26日上午09:45左右，该艇在哈维奇以东水域（51°55′N 1°41′E / 51.917°N 1.683°E）以15米的深度潜航期间，舰艉遭水雷击中并迅速被海水填满。尽管所有的水柜都被排空，但潜艇仍然沉底。在进行增压操作后，时任艇长库尔特·乌克特中尉设法打开司令塔舱口并浮出水面。不久之后，桑克灯船派出的一艘船将乌克特救起，使他成为唯一的幸存者，艇内的其余18名官兵则全数阵亡。根据乌克特的供述，UC-11号是被自己的一枚水雷意外引爆而炸沉。

## 袭击历史摘要
| 日期           | 船名                | 船籍         | 吨位 | 结局 |
| -------------- | ------------------- | ------------ | ---- | ---- |
| 1915年6月1日   | 莫霍克号            | 英國皇家海軍 | 865  | 击伤 |
| 1915年6月9日   | 厄纳·博尔特号       | 英国         | 1731 | 击沉 |
| 1915年6月9日   | 索尔兹伯里女士号    | 英国         | 1446 | 击沉 |
| 1915年6月10日  | TB-10号             | 英國皇家海軍 | 255  | 击沉 |
| 1915年6月10日  | TB-12号             | 英國皇家海軍 | 255  | 击沉 |
| 1915年6月15日  | 阿盖尔号            | 英国         | 280  | 击沉 |
| 1916年10月20日 | 胡格诺号            | 英国         | 1032 | 击沉 |
| 1916年10月24日 | 弗拉姆菲尔德号      | 英国         | 2510 | 击沉 |
| 1916年10月26日 | 罗伯茨勋爵号        | 英國皇家海軍 | 293  | 击沉 |
| 1916年11月21日 | 海伦娜号            | 荷蘭         | 1798 | 击沉 |
| 1916年11月29日 | 艾尔代尔勋爵号      | 英國皇家海軍 | 215  | 击沉 |
| 1916年12月9日  | 福思号              | 英国         | 1159 | 击沉 |
| 1916年12月9日  | 哈灵顿号            | 英国         | 1089 | 击沉 |
| 1916年12月9日  | 哈林号              | 英国         | 1794 | 击沉 |
| 1916年12月17日 | 米哈伊尔·奥楚科夫号 | 丹麦         | 2118 | 击沉 |
| 1916年12月29日 | 琐罗亚斯德号        | 英国         | 3803 | 击沉 |
| 1917年1月8日   | 开普殖民地号        | 英國皇家海軍 | 82   | 击沉 |
| 1917年2月2日   | 霍尔迪恩号          | 英國皇家海軍 | 274  | 击沉 |
| 1917年2月12日  | 前地号              | 英国         | 1960 | 击沉 |
| 1917年2月14日  | 玛丽·莱昂哈特号     | 英国         | 1466 | 击沉 |
| 1917年4月26日  | 墨丘利号            | 英國皇家海軍 | 378  | 击伤 |
| 1917年4月27日  | 敏捷号              | 英國皇家海軍 | 246  | 击沉 |
| 1917年9月24日  | 哈斯特芬号          | 英國皇家海軍 | 77   | 击沉 |
| 1917年10月25日 | 韦尔塞德号          | 英国         | 3560 | 击沉 |
| 1917年10月27日 | 斯特鲁马号          | 英國皇家海軍 | 198  | 击沉 |
| 1917年11月24日 | 法国蔷薇号          | 英国         | 465  | 击沉 |
| 1917年11月25日 | 东普鲁士号          | 英国         | 1779 | 击沉 |
| 1917年11月27日 | 格罗斯文号          | 英国         | 3570 | 击沉 |
| 1918年1月16日  | 约翰·E·刘易斯号     | 英國皇家海軍 | 253  | 击沉 |
| 1918年6月13日  | 征服号              | 英國皇家海軍 | 4219 | 击伤 |

## 脚注
1. 1 2 3 4  Helgason, Guðmundur. . German and Austrian U-boats of World War I - Kaiserliche Marine - Uboat.net.   [2009-02-20].
2. ↑  Tarrant，第173頁.
3. 1 2 3 4  Gröner 1991，第30-31頁.
4. ↑  Helgason, Guðmundur. . German and Austrian U-boats of World War I - Kaiserliche Marine - Uboat.net.   [2015-02-09].
5. 1 2  Helgason, Guðmundur. . German and Austrian U-boats of World War I - Kaiserliche Marine - Uboat.net.   [2015-02-09].
6. ↑  Helgason, Guðmundur. . German and Austrian U-boats of World War I - Kaiserliche Marine - Uboat.net.   [2015-02-09].
7. 1 2  Helgason, Guðmundur. . German and Austrian U-boats of World War I - Kaiserliche Marine - Uboat.net.   [2015-02-09].
8. ↑  Helgason, Guðmundur. . German and Austrian U-boats of World War I - Kaiserliche Marine - Uboat.net.   [2015-02-09].
9. ↑  Helgason, Guðmundur. . German and Austrian U-boats of World War I - Kaiserliche Marine - Uboat.net.   [2015-02-09].
10. ↑  Helgason, Guðmundur. . German and Austrian U-boats of World War I - Kaiserliche Marine - Uboat.net.   [2015-02-09].
11. ↑  Helgason, Guðmundur. . German and Austrian U-boats of World War I - Kaiserliche Marine - Uboat.net.   [2015-02-09].
12. ↑  Helgason, Guðmundur. . German and Austrian U-boats of World War I - Kaiserliche Marine - Uboat.net.   [2015-02-09].
13. ↑  Helgason, Guðmundur. . German and Austrian U-boats of World War I - Kaiserliche Marine - Uboat.net.   [2015-02-09].
14. ↑  陈进，第45頁.
15. 1 2  陈进，第46頁.
16. ↑  NARS，第87頁.
17. ↑  Herzog，第139頁.
18. ↑  NARS，第60頁.
19. 1 2  Helgason, Guðmundur. . German and Austrian U-boats of World War I - Kaiserliche Marine - Uboat.net.   [2014-12-13].
20. ↑  Helgason, Guðmundur. . German and Austrian U-boats of World War I - Kaiserliche Marine - Uboat.net.   [2022-06-24].
21. ↑  Helgason, Guðmundur. . German and Austrian U-boats of World War I - Kaiserliche Marine - Uboat.net.   [2022-07-20].
22. ↑  Helgason, Guðmundur. . German and Austrian U-boats of World War I - Kaiserliche Marine - Uboat.net.   [2022-07-20].
23. ↑  . denkmalprojekt.org.   [2022-07-20]. （原始内容存档于2020-01-12）.